# Arnulf de Carinthie
Pour les articles homonymes, voir Arnoul.
Arnulf de Carinthie (en allemand : Arnulf von Kärnten), né vers 850 et mort le 8 décembre 899 à Ratisbonne, est un monarque carolingien qui fut roi de Francie orientale de 887 et empereur d'Occident de 896 à sa mort.
Alors que son prédécesseur et oncle Charles III le Gros était le dernier souverain carolingien à avoir réuni sous son sceptre l'ensemble de l'Empire carolingien, Arnulf pouvait le renverser et assumer lui-même la royauté de la Francie orientale, l'héritage de son grand-père Louis II de Germanie. Il a également réussi à consolider sa domination sur la Lotharingie et le royaume d'Italie. Sa victoire à la bataille de Louvain en 891 permet de chasser les Vikings (Normands) du continent. Il se fit couronner en février 896 comme empereur par le pape Formose à Rome.

## Biographie

### Origines
Arrière-arrière-petit-fils de Charlemagne et petit-fils du roi Louis II de Germanie, Arnulf est le fils du roi franc Carloman et de sa concubine Liutswinde († v. 891). De ce fait, il porte un nom carolingien réservé aux fils illégitimes. Selon les chroniques de Réginon de Prüm et de Notker le Bègue, sa mère était de noblesse bavaroise ; ainsi elle est finalement apparentée au margrave Léopold. À partir de 856, Carloman gouverne les marquisats orientaux de Bavière, mandaté par son père Louis II. 

Le royaume de Carloman de Bavière (en violet) au sein de l'empire carolingien.

Vers l'an 861, Carloman se détourne de sa maîtresse pour épouser une fille d'Ernest, comte dans le Nordgau bavarois. En même temps, il s'insurge contre l'autorité de son père ; après une phase de réconciliation à partir de 865, il devient roi de Bavière à la mort de Louis en 876. Malgré sa naissance hors mariage, Arnulf se voit assigner par son père Carloman, en 876, les marches bavaroises de Pannonie et de Carantanie (la future Carinthie) avec sa résidence au château de Moosburg.

### Roi de Germanie
La mort du roi Louis II de Germanie, après cinquante ans de règne, enclenche une succession rapide de ses fils dans la Francie orientale : Carloman et son frère cadet Louis III le Jeune meurent en 880 et 882 respectivement ; les fils de Louis le Jeune sont décédés quelques années auparavant déjà. De ce fait, le plus jeune fils Charles le Gros, pour une courte période, est en mesure d'établir son règne sur tous les royaumes francs. Néanmoins, dans les années suivantes, il apparaît assez incapable de restaurer ordre, paix et justice dans son royaume, peut-être par une santé mentale défaillante. Les nobles germaniques critiquent ses longs séjours en Francie occidentale et en Italie. En même temps, les Vikings envahissent la Francie et l'empereur reste indécis sur l'action. Le mariage de Charles avec Richarde de Souabe reste sans enfants.
En mai 887, Charles le Gros adopte Louis âgé de six ans, le fils du défunt roi Boson de Provence. Son règne est de plus en plus affecté par la maladie et la sénilité. Le 11 novembre, au cours d'une diète que Charles réunit pour la Saint-Martin à Tribur, non loin de Mayence, Arnulf mène une révolte de nobles qui boycottent la suprématie de l'empereur. Réunis en assemblée à Forchheim en décembre, les grands des cinq duchés ethniques (Souabe, Bavière, Franconie, Saxe et Thuringe) élisent Arnulf disposant d'une flatteuse réputation militaire roi de Francie orientale. Peu après, le 12 janvier 888, Charles le Gros meurt abandonné et sans héritier légitime au château royal de Neudingen en Souabe. En Francie occidentale, le comte Eudes de Paris, auquel Charles a conféré des honores, monte au pouvoir et en Italie, le marquis Bérenger de Frioul est élu roi des Lombards à Pavie – Arnulf n'a soulevé aucune objection limitant les exigences de la dynastie carolingienne en fait sur le royaume oriental. De plus, les nobles de Lotharingie choisissent le roi Rodolphe Ier de Bourgogne comme souverain au printemps 888.
Arnulf, arrivé au pouvoir à la suite d'une révolte, ne peut pas compter uniquement sur son ascendance de la dynastie carolingienne. Pour s'imposer, il doit chercher à collaborer de manière partenariale avec les autres souverains de son royaume, tels que le margrave bavarois Léopold qui lui a succédé en Pannonie et en Carantanie. Il assiste également Eudes de Paris pour obtenir le soutien de l'ensemble des grands de Francie occidentale, officialisé par un second couronnement à Reims le 13 novembre 888, à l'aide du matériel (manteau, couronne, sceptre) envoyé par Arnulf. Beaucoup d'autres bénéficiaires, tels que des souverains séculiers comme beaucoup de diocèses, chapitres et monastères (Saint-Gall, Reichenau, Fulda, Lorsch, Metten, Corvey, Gandersheim, Prüm, Saint-Maximin de Trèves, Saint-Arnould à Metz, Ötting et Kremsmünster), sont attestés par des chartes royales. Les chapelains d'Arnulf ont été, entre autres, l'évêque Salomon III de Constance, abbé de Saint-Gall, et l'archevêque Hatton de Mayence. En Franconie, il s'appuie sur la dynastie des Conradiens qui, avec son aide, combattent l'influence de la maison de Babenberg (Popponides) dans leurs terres. En 892, il fait du comte conradien Rudolf l'évêque de Wurtzbourg. 
Sous le gouvernement d'Arnulf, la Bavière, le pays de son père, est devenue la deuxième région du centre de la Francie orientale, à côté de la Franconie rhénane. Les chroniqueurs des Annales de Fulda ont critiqué le fait que le roi fit plusieurs séjours à Ratisbonne, au lieu de se rendre d'un palais à l'autre.

### Campagnes
Au IXe siècle, les royaumes francs connaissent de nombreux raids vikings ; l'empereur Charles le Gros semble impuissant contre les attaques et au siège de Paris en mai 887 a procédé au paiement d'une somme importante afin d'inciter les intrus à se retirer – un acte qui contribue de manière significative à discréditer la dynastie carolingienne. En été de l'année 891, Arnulf fait campagne contre les Vikings : il se rend d'abord à Arras et ensuite à Louvain où il combat victorieusement les Vikings sur les rives de la Dyle en octobre. Les incursions sont alors réorientées sur la Francie occidentale et Arnulf peut renforcer sa domination sur la Germanie.

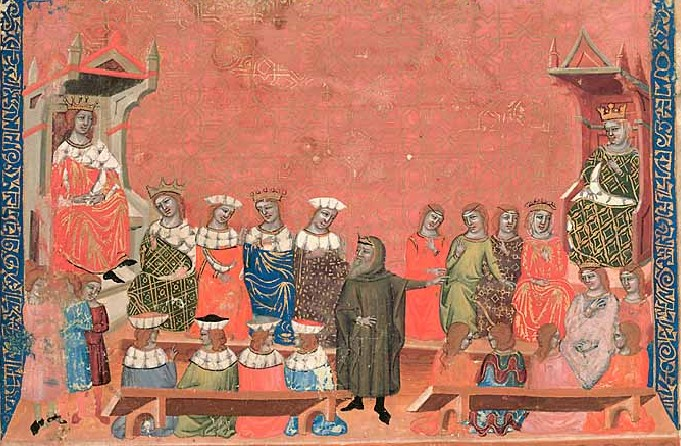
Svatopluk dans la tenue de moine à la cour d'Arnulf, de la Chronique de Dalimil, XIVe siècle.

En juillet 892 à la tête d'une grande armée composée de Franconiens, d'Alamans et de Bavarois, il mène une expédition victorieuse en Grande-Moravie. La dynastie moravienne des Mojmirides a conclu la paix avec la Francie orientale en 874 et Arnulf a initialement gardé de bonnes relations avec le prince Svatopluk (Zwentibald). Toutefois, après sa victoire sur les Vikings, il a pour objectif de renforcer sa position dans l'Est. Il fait ensuite appel aux Magyars en Pannonie pour envahir la principauté de Moravie, qui disparaît dans les années qui suivent la mort de Svatopluk en 894. 
Le roi fait seulement un bref séjour dans le duché de Saxe en 889, pour combattre la confédération tribale slave des Abodrites à la frontière orientale. Néanmoins, les nobles saxons, notamment la dynastie des Ottoniens (Ludolphides), acceptent d'être menés par lui. Le comte Otton l'Illustre commence à occuper une position leader à long terme. Au printemps 897 Zwentibold, le fils illégitime d'Arnulf que lui a donné sa concubine Winburge, épouse Oda, une fille d'Otton. Toutefois, les relations entre Arnulf et Otton viennent de se tendre compte tenu des rivalités du souverain saxon avec la dynastie des Conradiens en Franconie.
Le territoire de Lotharingie, fragmenté en petites seigneuries, a été pleinement absorbé par la Francie orientale sous le roi Louis III le Jeune à la suite du traité de Ribemont conclu en 880. Après la chute de son successeur Charles le Gros en 887, le roi Rodolphe Ier de Bourgogne fait valoir ses droits sur la Lotharingie, mais son ambition est contestée par Arnulf, qui repousse ses forces en Alsace. Lors de la diète de Worms en mai 895, il nomme son fils Zwentibold « roi de Lotharingie » en renouant avec la tradition de l'ancienne Francie médiane (regnum Lotharii).

### Empereur d'Occident
En Italie, dès 888, les dynasties franques des Unrochides et des Widonides ont lutté parmi eux-mêmes et contre les Carolingiens pour le pouvoir. Le marquis Bérenger de Frioul est élu « roi des Lombards » à Pavie le 6 janvier 888. Au moment où Arnulf se présente à nouveau avec une armée, Bérenger se soumet à son sceptre ; toutefois, il est vaincu dès l'année suivante par son compétiteur le duc Guy III de Spolète (Wido). Ce dernier est élu roi à son tour le 16 février 889 et couronné empereur par le pape Étienne V, avec son fils Lambert.
Dès 890, le pape Étienne V dont la confiance envers Guy de Spolète s'est estompée fait appel à Arnulf. Toutefois, ce n'est qu'à partir de 893 que la conquête de l'Italie et le rétablissement de l'Empire carolingien deviennent son objectif. Au début de 894, il s'impose en Italie du Nord et mène l'assaut contre Bergame et Pavie. Au retour de cette expédition au début de mai 894, à l'assemblée générale tenue au palais de Tribur, le roi de Germanie paraît prépondérant. Peu après à l'assemblée de Worms en juin 894, il fait figure d'arbitre de l'Occident et soutient son jeune cousin Charles III le Simple comme héritier de Louis II le Bègue. L'année suivante, la situation s'étant dégradée en Francie occidentale, il arbitre en faveur du roi Eudes de France qui se présente devant lui avec des présents, contre le parti qui soutient son cousin qui n'a pas fait le déplacement. 
Après la mort de Guy de Spolète en décembre 894, Arnulf se rend à Rome, où le pape Formose le couronne empereur d'Occident le 22 février 896 puis il se fait reconnaître à Pavie en 897 comme roi d'Italie.
Au cours d'une campagne en Italie contre Lambert de Spolète, fils de Guy III, il est victime d'une attaque cérébrale qui l'oblige à rentrer en Bavière en 897. Ayant cessé de gouverner dans les faits à partir de cette date, il meurt à Ratisbonne le 8 décembre 899. 
Son successeur est son fils Louis IV de Germanie, dit l'Enfant, le dernier des Carolingiens en Germanie.

## Unions et descendance
Arnulf épouse Oda dont il a un fils :
- Louis IV l'Enfant (893-† 911), roi de Germanie (906-911).

De sa maîtresse Winburge, il a un autre fils :
- Zwentibold (?-† 900), roi de Lotharingie. ép. Oda de Saxe, fille d'Otton Ier de Saxe (cf. Liudolfides).

D'une autre maîtresse nommée Ellinrat, il a eu une fille homonyme.
D'une autre maîtresse, il a un autre fils :
- Ratold (v. 889 - † 929) roi d'Italie (896).

### Sources
- Marie-Nicolas Bouillet  et Alexis Chassang (dir.), « Arnoul de Carinthie » dans Dictionnaire universel d’histoire et de géographie, 1878 (lire sur Wikisource).